# Whenever You Need Somebody
Whenever You Need Somebody – debiutancki album studyjny Ricka Astleya wydany w 1987 za pośrednictwem RCA Records. Według oficjalnej strony internetowej artysty album sprzedał się w nakładzie 15,2 mln egzemplarzy.
Album uplasował się na 10. miejscu listy Billboard 200.

## Spis utworów
1. „Never Gonna Give You Up” – 3:36
2. „Whenever You Need Somebody” – 3:52
3. „Together Forever” – 3:24
4. „It Would Take a Strong Strong Man” – 3:39
5. „The Love Has Gone” (Astley, Spatsley) – 4:20
6. „Don't Say Goodbye” – 4:02
7. „Slipping Away” (Astley) – 3:52
8. „No More Looking for Love” (Astley) – 3:15
9. „You Move Me” (Astley) – 3:40
10. „When I Fall in Love” (Heyman, Young) – 2:59

## Certyfikaty
| Kraj            | Certyfikat | Sprzedaż  |
| --------------- | ---------- | --------- |
| Belgia          | platyna    | 50000     |
| Kanada          | 2x platyna | 400 000   |
| Francja         | 2x złoto   | 200 000   |
| Niemcy          | platyna    | 500 000   |
| Wielka Brytania | 4x platyna | 1 200 000 |
| USA             | 2x platyna | 2 000 000 |

## Pozycje na listach przebojów
| Chart (1987-1988)                         | Peak position |
| ----------------------------------------- | ------------- |
| Australian Kent Music Report Albums Chart | 1             |
| Austrian Albums Chart                     | 3             |
| Norwegian Albums Chart                    | 4             |
| Sverigetopplistan                         | 2             |
| Swiss Music Charts                        | 2             |
| UK Albums Chart                           | 1             |